# Leyla Tuifua
Leyla Tuifua (ur. 17 października 1986 w Mata Utu) – francuska siatkarka, reprezentantka kraju, grająca jako rozgrywająca. Obecnie występuje w drużynie VC Oudegem.